# Ira Levin
Ira Marvin Levin (* 27. August 1929 in New York City; † 12. November 2007 ebenda) war ein US-amerikanischer Schriftsteller, Drehbuchautor und Dramatiker. Er war in den Bereichen Science-Fiction und Horrorliteratur tätig und erhielt bereits für sein erstes Werk, A Kiss before Dying (1953) seinen ersten Edgar Allan Poe Award und einen weiteren für sein Theaterstück Deathtrap (1980), das zwei Jahre später verfilmt wurde.
Zu Ira Levins bekanntesten Werken zählen Rosemaries Baby (1967), Die Frauen von Stepford (1972) und The Boys from Brazil (1976). Er schrieb in vier Jahrzehnten nur sieben Romane, die jedoch eine Gesamtauflage von zehn Millionen Exemplaren erreichten und fast alle in Hollywood verfilmt wurden, einige sogar mehrfach. Während der 50 Jahre, in denen Levin schriftstellerisch tätig war, entstanden außerdem zehn Theaterstücke.
Für sein Lebenswerk wurde Ira Levin sowohl 1996 von der Horror Writers Association mit dem Bram Stoker Award ausgezeichnet, als auch 2003 von den Mystery Writers of America.

## Leben und Werke
Die Familie von Ira Levin war im 19. Jahrhundert aus Russland nach Vermont ausgewandert. Sein Vater, der als Spielwaren-Importeur tätig war, lebte in der Lower East Side von Manhattan, New York City. Ira Levin wurde am 27. August 1929, als Sohn von Charles und Beatrice Levin
, in New York geboren und wuchs in der Bronx und in Manhattan auf, wo er später die Privatschule Horace Mann School besuchte. Danach studierte er von 1946 bis 1948 an der Drake University in Des Moines, Iowa. An der New York University machte er in Philosophie und Englisch 1950 seinen B.A. Nach der Universität diente Levin von 1953 bis 1955 im US-Army-Signalkorps.

### ErstlingswerkA Kiss before Dying
Nach seiner Zeit bei der Army arbeitete er für das Fernsehen, aber bereits mit seinem ersten Roman A Kiss Before Dying, 1954 mit dem „Edgar“ für den besten Erstlingsroman ausgezeichnet, gelang dem 24-Jährigen der Durchbruch. Gerd Oswald führte bei der ersten Verfilmung von Ein Kuß vor dem Tode Regie, die bereits 1956 in die Kinos kam. Der Thriller wurde 1991 unter fast identischem Titel, Der Kuß vor dem Tode von James Dearden erneut verfilmt.

### Rosemary’s Baby

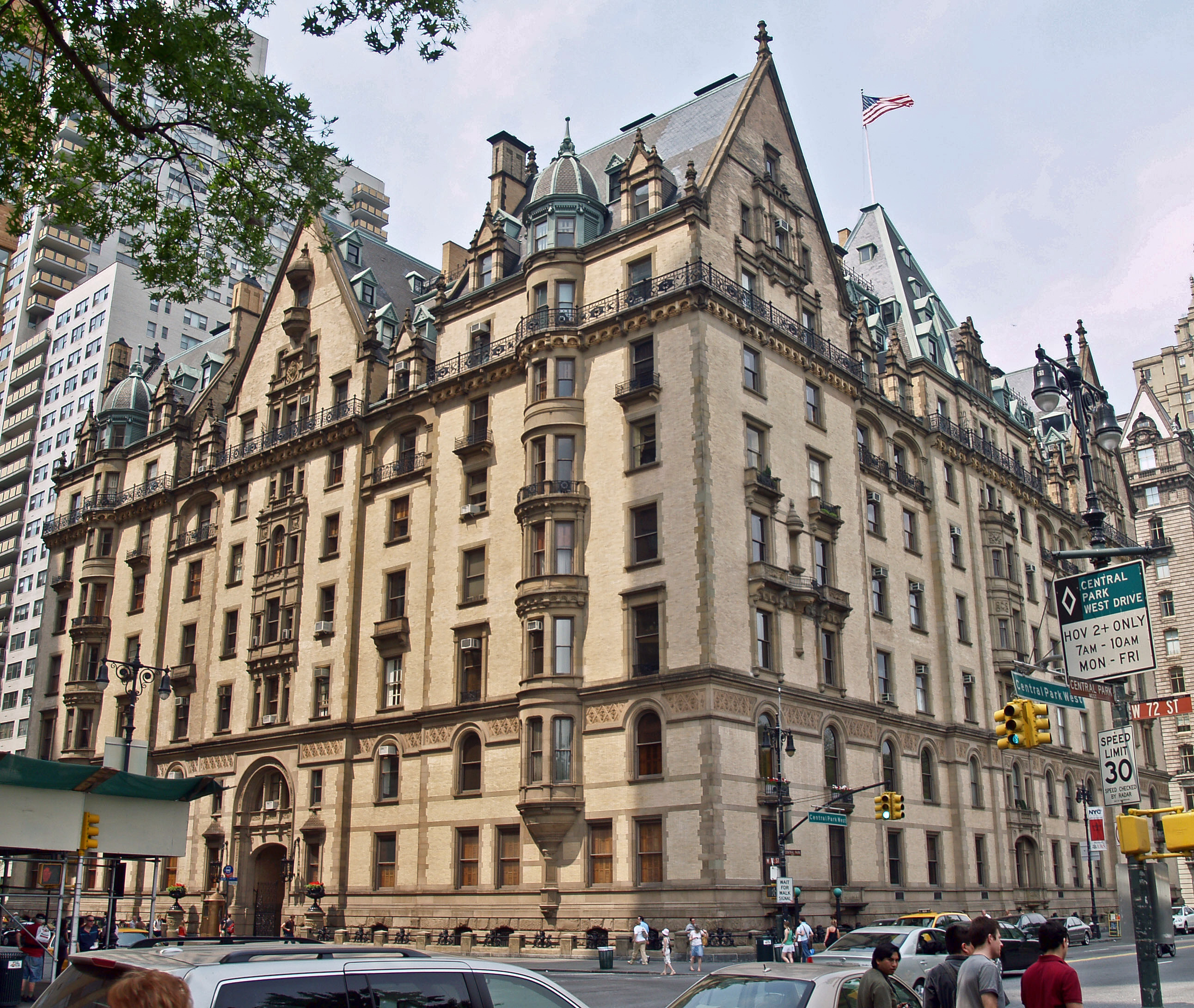
The Dakota, Filmkulisse von Rosemaries Baby

Sein Roman Rosemary’s Baby entstand 1967 zu einer Zeit, als er mit seiner ersten Frau Gabrielle Aronsohn in einem New Yorker Apartmenthaus lebte, deren Waschkeller so unheimlich war, dass er seiner Frau verbot, ihn allein aufzusuchen. In dem Roman scheint eine junge Frau während eines von bewusstseinsveränderten Drogen begleiteten Rituals vom Teufel geschwängert worden zu sein. Seiner eigenen Frau, die ebenfalls schwanger war, verbot er damals die Lektüre seines Romans.
Rosemaries Baby war auch der Titel von Roman Polańskis Verfilmung aus dem Jahr 1968 mit Mia Farrow in der Hauptrolle. Als Apartmenthaus wurde das im Stil der Neorenaissance erbaute Dakota Building gewählt. Es handelt sich um dasselbe Gebäude, vor dem Ende 1980 John Lennon erschossen wurde.

### Theaterstücke
Levin ist auch der Autor von Deathtrap (Todesfalle), des am längsten gespielten Theaterstücks am Broadway. Es ist die Geschichte eines alternden Theaterautors, der plant, einen jungen Rivalen zu töten und sein neues Stück Deathtrap zu stehlen. Von 1978 bis 1982 erlebte es 1.793 Aufführungen am Broadway und wurde 1980 mit dem Edgar Allan Poe Award ausgezeichnet. 1982 wurde Deathtrap von Sidney Lumet mit Michael Caine und Christopher Reeve in den Hauptrollen verfilmt.
Obgleich das Stück Veronica's Room von 1973 nie die Bekanntheit von Deathtrap erreicht hat, wird auch dieses Stück nach wie vor oft aufgeführt, wobei sogar einige Theater in Deutschland die englische Originalversion zeigen, wie z. B. das The English Theatre of Hamburg.

### This Perfect Day
This Perfect Day von 1970 ist eine technokratischen Dystopie, in der das Individuum, ähnlich wie in Schöne neue Welt (1932) von Aldous Huxley strengen Regeln unterworfen ist. Nur der zivile Ungehorsam Einzelner, kann das Gebäude von Macht und Kontrolle noch gefährden. Für This Perfect Day wurde Levin 1992 mit dem Literaturpreis Prometheus Award ausgezeichnet.

### The Stepford Wives
Der Titel des Romans The Stepford Wives (1972) fand sogar Eingang in den US-amerikanischen Wortschatz. Der Begriff „Stepford Wife“ und sogar „Stepford“ als Adjektiv, das im Sinne von roboterhaft oder gefügig verwendet wird, wurden in Englisch-Lexika aufgenommen.
Der futuristisch anmutende Psychothriller, in dem Androide eine wesentliche Rolle spielen, wurde sogar zwei Mal verfilmt; 1975 von Bryan Forbes als Die Frauen von Stepford und 2004 unter demselben Titel von Frank Oz, mit Nicole Kidman in der Hauptrolle.
Der Roman ist so beliebt, dass der Klett Verlag sogar eine gekürzte und vereinfachte Version („Easy Reader“) für den Schulunterricht herausgibt. Von Rosemary's Baby gibt es ebenfalls eine mit Vokabelhilfe ausgestattete, vereinfachte Ausgabe.

### The Boys from Brazil
Einem breiten Publikum bekannt wurde auch Levins Roman The Boys from Brazil, in dem er bereits 1976 das Thema Klonen auf eine sarkastisch-fesselnde Weise aufgreift. The Boys from Brazil war auch der Titel der Verfilmung, 1978 von Franklin J. Schaffner mit Gregory Peck und Laurence Olivier.

### Schaffenspause undSliver

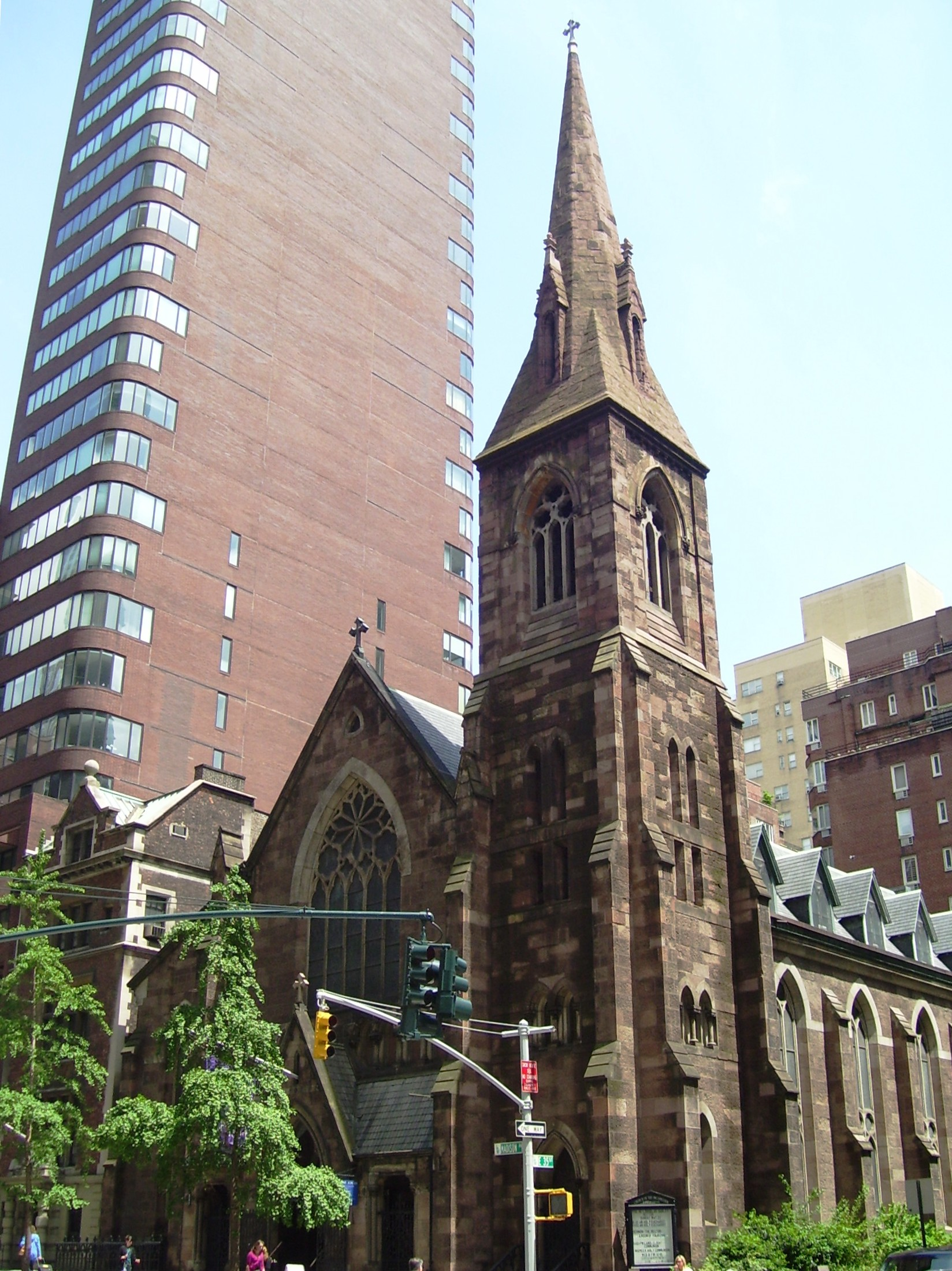
Wie schon bei Rosemaries Baby, trägt die Kulisse auch bei der Verfilmung von Sliver maßgeblich zur Atmosphäre bei. Drehort ist das Morgan Central Building, in der Madison Avenue, hier hinter der Kirche (Church of Incarnation)

Nachdem Ira Levin 15 Jahre keinen Roman mehr veröffentlicht hatte, erschien 1991 sein Überwachungsthriller Sliver. Er widmet sich hier u. a. dem Thema Voyeurismus, seine Hauptperson ist eine junge Mieterin, die in ihrer schicken – aber mit versteckten Kameras ausgestatteten – Wohnung unter Dauerbeobachtung steht.
Dem Drehbuch von Joe Eszterhas, das Regisseur Phillip Noyce in seinem Film Sliver verwendete, wird im Guardian vorgeworfen, es sei so schwach gewesen, dass die Hauptdarstellerin Sharon Stone bereits vorhandene Mängel nur zum Teil ausgleichen konnte.

## Privatleben
Levin war zweimal verheiratet, von 1960 bis 1968 mit Gabrielle Aronsohn. Seine drei Söhne Adam Levin-Delson, Jared Levin und Nicholas Levin stammen aus seiner ersten Ehe, die kurz nach der Veröffentlichung von Rosemaries Baby geschieden wurde.
1979 heiratet Ira Levin seine zweite Frau, Phyllis Finkel, von der er sich bereits 1981 wieder scheiden lässt.
Außer seinen drei Söhnen aus erster Ehe, hinterlässt Ira Levin, seine Schwester Eleanor Busman und drei Enkel.
Ira Levin lebte zuletzt in Manhattan, wo er im November 2007 in seiner Wohnung einem Herzinfarkt erlag.

## Auszeichnungen
- 1954: Edgar Allan Poe Award für A Kiss before Dying
- 1980: Edgar Allan Poe Award für das Theaterstück Deathtrap[10]
- 1992: Prometheus Award für This Perfect Day[5]
- 1996: Bram Stoker Award der Horror Writers Association für sein Lebenswerk[11]
- 2003: Mystery Writers of America für sein Lebenswerk[12]

## Zitat
„Mr. Levin’s suspense is beautifully intertwined with everyday incidents; the delicate line between belief and disbelief is faultlessly drawn.
(Levins Spannung wird wunderbar mit alltäglichen Ereignissen verflochten; die schmale Linie zwischen Glaube und Unglaube wird makellos gezogen.)“

## Bibliografie
Romane
- A Kiss Before Dying (1953)
  - Deutsch: Kuss vor dem Tode. Übersetzt von Krug von Nidda. Albert Müller, Rüschlikon-Zürich 1957. Auch als: Goldmann TB #41264, 1991, ISBN 3-442-41264-1.
- Rosemary’s Baby (1967)
  - Deutsch: Rosemaries Baby. Übersetzt Hertha Balling. Hoffmann u. Campe, Hamburg 1968. Auch als: Heyne TB #8388, 1995, ISBN 3-453-05317-6.
- This Perfect Day (1970)
  - Deutsch: Die sanften Ungeheuer. Übersetzt von Hans Fahrbach. Hoffmann u. Campe, Hamburg 1972, ISBN 3-455-04403-4.
- The Stepford Wives (1972)
  - Deutsch:  Die Roboterfrauen. Übersetzt von Keto von Waberer. Heyne TB #5311, 1977, ISBN 3-453-00683-6. Auch als: Die Frauen von Stepford. Goldmann TB #8124, 1994, ISBN 3-442-08124-6.
- The Boys from Brazil (1976)
  - Deutsch: Die Boys aus Brasilien. Übersetzt von Jürgen Abel. Ullstein, Berlin u. a. 1976, ISBN 3-550-06262-1.
- Sliver (1991)
  - Deutsch: Sliver. Übersetzt von Klaus Fröba. Goldmann, München 1991, ISBN 3-442-30434-2.
- Son of Rosemary (1997)
  - Deutsch: Rosemarys Sohn. Übersetzt von Elke vom Scheidt. Goldmann, München 1997, ISBN 3-442-30750-3.

Theaterstücke
- No Time for Sergeants (1956)
- Interlock (1958)
- Critic's Choice (1960)
- General Seeger (1962)
- Drat! The Cat! (1965, Musical)
- Dr. Cook's Garden (1968)
- Veronica's Room (1973)
- Deathtrap (1978)
- Break a Leg: A Comedy in Two Acts (1981)
- Cantorial (1982)

## Verfilmungen (Auswahl)
- 1956: Ein Kuß vor dem Tode (A Kiss Before Dying) – Regie: Gerd Oswald
- 1958: Blindgänger der Kompanie (No Time for Sergeants) – Regie: Mervyn LeRoy
- 1962: Tu das nicht, Angelika (Critic’s Choice) – Regie: Don Weis
- 1968: Rosemaries Baby (Rosemary’s Baby) – Regie: Roman Polański
- 1975: Die Frauen von Stepford (The Stepford Wives) – Regie: Bryan Forbes
- 1978: The Boys from Brazil – Regie: Franklin J. Schaffner
- 1980: Terror in New York (Revenge of the Stepford Wives) – Regie: Robert Fuest
- 1982: Das Mörderspiel (Deathtrap) – Regie: Sidney Lumet
- 1991: Der Kuß vor dem Tode – Regie: James Dearden
- 1993: Sliver – Regie: Phillip Noyce, Hauptrolle: Sharon Stone
- 2004: Die Frauen von Stepford (The Stepford Wives) – Regie: Frank Oz
- 2014: Rosemary's Baby (Miniserie) – Regie: Agnieszka Holland